# Campioni italiani assoluti di atletica leggera - 800 metri piani femminili
Questa pagina raccoglie un elenco di tutte le campionesse italiane dell'atletica leggera negli 800 metri piani, specialità che ha fatto parte dei campionati italiani di atletica leggera dal 1924. Questa distanza non si corse però nelle edizioni del 1925, 1928, 1929, 1932, 1933 e 1945.

## Albo d'oro
| Anno | Atleta (società)                                             | Prestazione            |
| ---- | ------------------------------------------------------------ | ---------------------- |
| 1924 | Amelia Schenone Società Ginnastica Milanese Forza e Coraggio | 2'40"8(m)              |
| 1925 | Gara non in programma                                        | Gara non in programma  |
| 1926 | Emilia Pedrazzani Unione Sportiva Soresinese                 | 2'39"2(m)              |
| 1927 | Emilia Pedrazzani Unione Sportiva Soresinese                 | 2'30"6(m)              |
| 1928 | Gara non in programma                                        | Gara non in programma  |
| 1929 | Gara non in programma                                        | Gara non in programma  |
| 1930 | Leandrina Bulzacchi Unione Sportiva Soresinese               | 2'33"2(m)              |
| 1931 | Leandrina Bulzacchi Unione Sportiva Soresinese               | 2'32"2(m)              |
| 1932 | Gara non in programma                                        | Gara non in programma  |
| 1933 | Gara non in programma                                        | Gara non in programma  |
| 1934 | Leandrina Bulzacchi Venchi Unica Torino                      | 2'32"4(m)              |
| 1935 | Leandrina Bulzacchi Venchi Unica Torino                      | 2'29"2(m)              |
| 1936 | Leandrina Bulzacchi Venchi Unica Torino                      | 2'25"2(m)              |
| 1937 | Leandrina Bulzacchi Venchi Unica Torino                      | 2'28"5(m)              |
| 1938 | Leandrina Bulzacchi Venchi Unica Torino                      | 2'28"3(m)              |
| 1939 | Cleo Balbo Venchi Unica Torino                               | 2'28"8(m)              |
| 1940 | Livia Galimberti ?                                           | 2'24"0(m)              |
| 1941 | Livia Galimberti ?                                           | 2'29"8(m)              |
| 1942 | Petronilla Tonani Dopolavoro S.A.F.A.R. di Milano            | 2'25"9(m)              |
| 1943 | Brunilde Leone Gruppo Sportivo SIP Torino                    | 2'21"3(m)              |
| 1944 | Edizione non disputata                                       | Edizione non disputata |
| 1945 | Petronilla Tonani ?                                          | 2'30"2(m)              |
| 1946 | Eralda Zucchetti Gruppo Sportivo SIP Torino                  | 2'33"8(m)              |
| 1947 | Petronilla Tonani Sport Club Italia                          | 2'23"8(m)              |
| 1948 | Petronilla Tonani Sport Club Italia                          | 2'25"0(m)              |
| 1949 | Loredana Simonetti Associazione Sportiva Edera               | 2'21"2(m)              |
| 1950 | Loredana Simonetti Associazione Sportiva Edera               | 2'19"6(m)              |
| 1951 | Loredana Simonetti Associazione Sportiva Edera               | 2'20"7(m)              |
| 1952 | Loredana Simonetti Associazione Sportiva Edera               | 2'23"3(m)              |
| 1953 | Loredana Simonetti Associazione Sportiva Edera               | 2'18"7(m)              |
| 1954 | Loredana Simonetti Associazione Sportiva Edera               | 2'21"6(m)              |
| 1955 | Maria Antonietta Albano Fiat Torino                          | 2'24"5(m)              |
| 1956 | Vita Virgilio Urbe Roma                                      | 2'20"0(m)              |
| 1957 | Vita Virgilio Associazione Sportiva Roma                     | 2'18"7(m)              |
| 1958 | Gilda Jannaccone Società Sportiva Napoli                     | 2'15"3(m)              |
| 1959 | Gilda Jannaccone Libertas Ridolfi Napoli                     | 2'14"6(m)              |
| 1960 | Gilda Jannaccone Libertas Ridolfi Napoli                     | 2'12"2(m)              |
| 1961 | Gilda Jannaccone Associazione Polisportiva Partenope         | 2'13"4(m)              |
| 1962 | Gilda Jannaccone Associazione Polisportiva Partenope         | 2'15"1(m)              |
| 1963 | Gilda Jannaccone Associazione Polisportiva Partenope         | 2'11"5(m)              |
| 1964 | Silvana Acquarone Maurina Imperia                            | 2'13"4(m)              |
| 1965 | Paola Pigni Sport Club Italia                                | 2'17"1(m)              |
| 1966 | Paola Pigni Sport Club Italia                                | 2'09"5(m)              |
| 1967 | Paola Pigni Sport Club Italia                                | 2'10"2(m)              |
| 1968 | Paola Pigni Circolo Giuliano Dalmata Milano                  | 2'08"2(m)              |
| 1969 | Paola Pigni Circolo Giuliano Dalmata Milano                  | 2'06"4(m)              |
| 1970 | Donata Govoni Unipol Bologna                                 | 2'07"2(m)              |
| 1971 | Angela Ramello Nuova Atletica Torino                         | 2'06"1(m)              |
| 1972 | Donata Govoni Unipol Bologna                                 | 2'08"2(m)              |
| 1973 | Paola Pigni SNIA Milano                                      | 2'03"1(m)              |
| 1974 | Gabriella Dorio Fiamma Vicenza                               | 2'07"52                |
| 1975 | Gabriella Dorio Fiamma Vicenza                               | 2'05"5(m)              |
| 1976 | Gabriella Dorio Fiamma Vicenza                               | 2'03"9(m)              |
| 1977 | Alma Pescalli SNIA Milano                                    | 2'06"5                 |
| 1978 | Agnese Possamai Fiamma Dolomiti Belluno                      | 2'05"7                 |
| 1979 | Agnese Possamai Fiamma Dolomiti Belluno                      | 2'06"6                 |
| 1980 | Gabriella Dorio Fiamma Vicenza                               | 2'00"8                 |
| 1981 | Gabriella Dorio Fiamma Vicenza                               | 2'01"05                |
| 1982 | Gabriella Dorio Iveco Brescia                                | 2'00"35                |
| 1983 | Gabriella Dorio Iveco Brescia                                | 2'04"05                |
| 1984 | Nicoletta Tozzi Edera Bendi Forlì                            | 2'08"39                |
| 1985 | Erica Rossi Sisport Paraflù Torino                           | 2'08"38                |
| 1986 | Nicoletta Tozzi Edera Bendi Forlì                            | 2'04"57                |
| 1987 | Nicoletta Tozzi Snam Gas Metano                              | 2'05"59                |
| 1988 | Nicoletta Tozzi Snam Gas Metano                              | 2'07"50                |
| 1989 | Nicoletta Tozzi Snam Gas Metano                              | 2'06"00                |
| 1990 | Nicoletta Tozzi Snam Gas Metano                              | 2'06"96                |
| 1991 | Fabia Trabaldo Snam Gas Metano                               | 2'04"98                |
| 1992 | Nadia Falvo ?                                                | 2'08"03                |
| 1993 | Nicoletta Tozzi Snam Gas Metano                              | 2'05"07                |
| 1994 | Serenella Sbrissa CUS Universo Bologna                       | 2'07"92                |
| 1995 | Eleonora Berlanda Snam                                       | 2'06"25                |
| 1996 | Serenella Sbrissa CUS Universo Bologna                       | 2'06"22                |
| 1997 | Claudia Salvarani Snam                                       | 2'02"98                |
| 1998 | Claudia Salvarani Snam                                       | 2'04"38                |
| 1999 | Patrizia Spuri Gruppo Sportivo Forestale                     | 2'02"23                |
| 2000 | Claudia Salvarani Gruppo Sportivo Fiamme Oro                 | 2'01"40                |
| 2001 | Elisabetta Artuso Gruppo Sportivo Forestale                  | 2'05"45                |
| 2002 | Claudia Salvarani Gruppo Sportivo Fiamme Oro                 | 2'05"49                |
| 2003 | Claudia Salvarani Gruppo Sportivo Fiamme Oro                 | 2'03"11                |
| 2004 | Elisabetta Artuso Gruppo Sportivo Forestale                  | 2'03"03                |
| 2005 | Elisa Cusma Piccione Centro Sportivo Esercito                | 2'03"60                |
| 2006 | Elisa Cusma Piccione Centro Sportivo Esercito                | 2'05"72                |
| 2007 | Elisa Cusma Piccione Centro Sportivo Esercito                | 2'02"59                |
| 2008 | Elisa Cusma Piccione Centro Sportivo Esercito                | 2'03"59                |
| 2009 | Elisa Cusma Piccione Centro Sportivo Esercito                | 2'00"61                |
| 2010 | Antonella Riva CUS Parma                                     | 2'08"96                |
| 2011 | Elisabetta Artuso Gruppo Sportivo Forestale                  | 2'07"11                |
| 2012 | Marta Milani Centro Sportivo Esercito                        | 2'05"21                |
| 2013 | Marta Milani Centro Sportivo Esercito                        | 2'04"08                |
| 2014 | Marta Milani Centro Sportivo Esercito                        | 2'05"01                |
| 2015 | Marta Zenoni Atletica Bergamo 1959 Creberg                   | 2'04"18                |
| 2016 | Yusneysi Santiusti ACSI Italia Atletica                      | 2'04"99                |
| 2017 | Yusneysi Santiusti Assindustria Sport Padova                 | 2'02"80                |
| 2018 | Irene Baldessari Centro Sportivo Esercito                    | 2'02"47                |
| 2019 | Eloisa Coiro Gruppo Sportivo Fiamme Azzurre                  | 2'05"83                |
| 2020 | Elena Bellò Gruppo Sportivo Fiamme Azzurre                   | 2'04"01                |
| 2021 | Elena Bellò Gruppo Sportivo Fiamme Azzurre                   | 2'00"44                |
| 2022 | Eloisa Coiro Gruppo Sportivo Fiamme Azzurre                  | 2'03"23                |
| 2023 | Eloisa Coiro Gruppo Sportivo Fiamme Azzurre                  | 2'00"43                |
| 2024 | Eloisa Coiro Gruppo Sportivo Fiamme Azzurre                  | 2'03"71                |
| 2025 | Marta Zenoni Luiss                                           | 2'00"57                |